# 숙의 김씨 (효종)
숙의 김씨(淑義 金氏)는 효종의 후궁이다.

## 생애
《조선왕조실록》, 《선원계보기략》등의 사서에는 기록된 바가 없다. 그러나 《전주이씨대관》에 효종의 세 번째 후궁이라고 기록되어 있다. 해당 사서에도 자세한 생애에 대한 언급은 없으며, 다만 소생 자녀가 없었다는 내용만 기재되어 있다.

## 가족관계
- 아버지 : 미상
- 어머니 : 미상
  - 남편 : 효종